# Carignan
Ova izuzetno stara sorta, poznata još kao Carignan Noir, zauzima 245 000 hektara vinograda i time stoji na 4. mjestu u svijetu. Među crvenim sortama zauzima 2. mjesto, odmah iza Grenache Noira.
Ime joj potječe od španjolskog grada Carinene, iz kojeg je najvjerojatnije i došla. Po Europi se proširila tijekom 12. stoljeća.
Ostali nazivi: Babonenc, Bois de Fer, Bois Dur, Cagnolaro Tinto, Carignanao, Carignan Mouillan, Carineña, Catalan, Carignane, Carignan Noir, Carignano, Crusillo, Girarde, Karinjan, Kek Carignan, Kerrigan, Legno Duro, Manueolo Tinto, Marocain, Mataro, Mazuela, Mazuelo, Mollard, Monestel, Pinot Evara, Plant de Ledenon, Pokovec, Roussillonen, Samso Crusillo, Shopatna Blau, Tinto Mazuela.

## Vanjske poveznice
- Mali podrum  Arhivirana inačica izvorne stranice od 28. rujna 2007. (Wayback Machine) - Carignan; hrvatska vina i proizvođači